# NGC 213
NGC 213 je galaksija u zviježđu Ribe.

## Vanjske poveznice
- SEDS: NGC 0213